# Hannelore Lehmann
Hannelore Lehmann (* 29. November 1934 in Seitendorf; † 11. November 2004) war eine deutsche Betriebswirtschaftlerin und Politikerin (SED). Sie war von 1967 bis 1976 Abgeordnete der Volkskammer der DDR.

## Leben
Hannelore Lehmann wurde 1934 als Kind einer Arbeiterfamilie in der Gemeinde Seitendorf des ehemaligen sächsischen Landkreises Zittau östlich der Lausitzer Neiße geboren. Nach dem Ende des Zweiten Weltkrieges und der neuen Grenzziehung wurde ihre Familie in die Sowjetische Besatzungszone umgesiedelt. Nach dem Besuch der Grundschule erlernte sie von 1950 bis 1952 den Beruf einer Verkäuferin. Sie wurde 1949 Mitglied des FDGB und der FDJ. In einer Sonderreifeprüfung erwarb sie das Abitur und studierte von 1953 bis 1956 an der Hochschule für Finanzwirtschaft Potsdam mit dem Abschluss als Diplomwirtschaftlerin. An der Hochschule lernte sie ihren späteren Ehemann Kurt Lehmann kennen und ging mit ihm 1956 nach Ost-Berlin. Sie arbeitete im VEB Berliner Glühlampenwerk als Assistentin des Hauptbuchhalters, Bereichswirtschaftlerin, Leiterin der Kostenrechnung, stellvertretende Hauptbuchhalterin, stellvertretende Direktorin für Ökonomie und ab 1969 als Direktorin für Ökonomie. Als solche war sie später auch stellvertretende Generaldirektorin des Narva-Kombinates.
Von 1958 bis 1963 gehörte sie der Berliner Stadtverordnetenversammlung an und war Mitglied der Ständigen Kommission für Handel und Versorgung. Im Jahr 1959 wurde sie Mitglied der SED und bereits 1960 Parteigruppenorganisator bzw. 1965 Mitglied der Leitung der Abteilungsparteiorganisation (APO). Von 1966 bis 1967 besuchte sie die SED-Bezirksparteischule „Friedrich Engels“ Berlin. Von 1967 bis 1976 war sie als Berliner Vertreterin und Mitglied der SED-Fraktion Abgeordnete der Volkskammer und Mitglied des Ausschusses für Haushalt und Finanzen.
Hannelore Lehmann war verheiratet und Mutter von zwei Söhnen. Sie starb im Alter von 69 Jahren und wurde auf dem Friedhof der Laurentiusgemeinde in Berlin bestattet.

## Auszeichnungen
- Aktivist der sozialistischen Arbeit
- Medaille für ausgezeichnete Leistungen
- 1986 Vaterländischer Verdienstorden in Bronze